# Assut d'Ascó
L'Assut d'Ascó és una resclosa de poca alçada sobre el riu Ebre. Està situada a la part baixa del meandre d'Ascó a una altitud de 31,7 m, a l'altura de la central nuclear (oest) i el Tossal del Francès (Los Tossals) a l'est.
L'assut d'Ascó va ser construït simultàniament amb la central nuclear, que va ser erigida l'any 1971, tot i que no va entrar en funcionament fins al 1984. Aquesta estructura és essencial per al correcte funcionament del sistema de captació d'aigua de la central nuclear d'Ascó. Situat en una àrea de domini públic hidràulic, l'assut té un paper crucial en el manteniment del nivell d'aigua del riu i en l'abastiment necessari per a l'operació de la central nuclear.

## Rampa per a peixos
La rampa construïda sobre l'assut té la missió d'afavorir la connectivitat de la fauna ictícola autòctona i suposa una solució funcional per a totes les espècies autòctones presents potencialment en aquest tram del riu Ebre.